# アレグロ・バルバロ
アレグロ・バルバロ（伊語：Allegro barbaro ）BB 63 (Sz. 49) は1911年に作曲されたベーラ・バルトークのピアノ独奏曲。バルトークの出世作である。
ピアノの弟子であるシャーンドル・ジェルジによれば、元々は『嬰ヘ調のアレグロ』と言う題名だったが、1912年にフランスの新聞に載ったバルトークとコダーイ・ゾルターンの演奏会評で「ハンガリーの2人の若き野蛮人」と書かれたことを皮肉って、出版時に現在の名前（直訳すると『野蛮なアレグロ』）としたという。

## 特徴
バルトークの初期作品には特徴的なことだが、民族的な要素を駆使して、200小節以上をまとめ上げている。とりわけ、ハンガリー民謡やルーマニア民謡を結び付けて、旋律や和声法の斬新なテクスチュアに到達している。ハンガリー的な旋律は、ほとんどペンタトニックに依拠しているのに対して、ルーマニア的な旋律は、大部分にわたって半音階的である。バッソ・オスティナートには、アフリカの音楽の要素も見受けられる。
先のシャーンドルはバルトークからこの曲について学んだ際、演奏時にもっとも注意しなければならないこととして、たたきつけるようなダイナミズムの表現についてかなりこだわっていたことを覚えていると述べている。

## 余談
この曲の楽譜は1918年にウニヴェルザール出版社から出版された。ところが速度指定に誤植があり、バルトークは自分が意図した速度で演奏されないという事態があったことを知る。これ以降、バルトークは楽譜に「演奏時間：○分×秒」とまで記述するようになる。
ただしバルトーク本人の残されているこの曲の演奏では、修正されたはずの速度指定を作曲者自らが守っていない（指定より更に早い）。
バルトークに先がけてシャルル＝ヴァランタン・アルカンは、1847年作曲の「長調による12の練習曲」作品35の第5曲に「アレグロ・バルバロ」というタイトルを付けている。アルカンの同曲の調号はヘ長調だが、リディア旋法（通常の長音階に比べて第4音が半音高い）を用いているため、B♭音にすべて臨時記号がつけられて半音上のB♮となり、実際には白鍵だけしか使わない曲となっている。
1970年、イギリスのプログレッシブ・ロック・バンド、エマーソン・レイク・アンド・パーマーがこの曲をロック調にアレンジして、「未開人 (原題：The Barbarian)」のタイトルで演奏し、バンド名と同じタイトルのデビュー・アルバムに収録されている。しかし、作曲者としてバルトークの名前がアルバムのどこにも表記されなかった事が問題となり、バンド側とバルトークの家族が対立する事件が発生している。バンドのライヴ演奏の映像がDVDで発売される際、この曲の権利問題が解決していなかった為に、この曲のみが収録からはずされた事もある。

## 参考図書
- ポール・グリフィス・著、和田旦・訳『バルトーク -- 生涯と作品 --』 泰流社 1986年 ISBN 4884705599
- 『バルトーク　ピアノ独奏曲集』演奏：シャーンドル・ジェルジ（シャーンドル自らによるライナーノーツ）